# Station Żabno koło Chojnic
Station Żabno koło Chojnic is een spoorwegstation in de Poolse plaats Żabno.